# Монтгомери, Элизабет
Эли́забет Викто́рия Монтго́мери (англ. Elizabeth Victoria Montgomery; 15 апреля 1933 — 18 мая 1995) — американская актриса кино, театра и телевидения, чья карьера охватывала пять десятилетий.
Элизабет Монтгомери была дочерью актёра, режиссёра и продюсера Роберта Монтгомери. Она начала свою карьеру в 1950-х годах с роли в телесериале своего отца «Роберт Монтгомери представляет», а в 1954 году получила премию «Театральный мир» за дебют на Бродвее в постановке «Поздняя любовь». В 1960-х годах она стала известна благодаря роли Саманты Стивенс в телесериале «Моя жена меня приворожила». Работа в сериале принесла ей пять номинаций на премию «Эмми» и четыре номинации на премию «Золотой глобус». После завершения сериала в 1972 году, Монтгомери продолжила свою карьеру, снявшись в многочисленных телевизионных фильмах, включая «Дело об изнасиловании» (1974), в роли Эллен Харрод, и «Легенда о Лиззи Борден» (1975) в главной роли. За эти роли она также была номинирована на премию «Эмми».
На протяжении всей своей карьеры Монтгомери принимала участие в различных формах политической активности и благотворительной деятельности. 18 мая 1995 года Монтгомери умерла у себя дома от рака толстой кишки.

## Ранние годы
Элизабет Монтгомери родилась 15 апреля 1933 года в Лос-Анджелесе, штат Калифорния, в семье бродвейской актрисы Элизабет Брайан Аллен (1904—1992) и кинозвезды Роберта Монтгомери (1904—1981). Мать Элизабет была родом из Кентукки, а отец — из города Бикон, штат Нью-Йорк. У неё была старшая сестра Марта Брайан Монтгомери (названная в честь своей тёти Марты-Брайан Аллен), которая умерла в 14 месяцев от менингита; и младший брат Роберт Монтгомери-младший (1936—2000). Монтгомери была ирландского и шотландского происхождения. Её прадед, Арчибальд Монтгомери, родился в Белфасте и эмигрировал в США в 1849 году. Генеалогическое исследование, проведённое после смерти Элизабет, показало, что Монтгомери и Лиззи Борден, оправданная за убийство отца и мачехи в 1893 году, являлись дальними родственниками, происходившими от жителя Массачусетса XVII века Джона Лютера. Монтгомери изобразила Борден в телефильме «Легенда о Лиззи Борден» (1975), не подозревая об их родственной связи.
С 1939 по 1950 год Монтгомери училась в школе для девочек Вестлейк в Холмби-Хиллз, Калифорния, а в 1951 году окончила школу Спенса в Нью-Йорке. После учёбы в школе Спенс, она два года изучала актёрское мастерство в знаменитой Американской академии драматического искусства на Манхэттене.

## Карьера

### Раннее творчество (1951—1963)
Монтгомери дебютировала на телевидении 3 декабря 1951 года в эпизоде «Совершенно секретно» сериала своего отца «Роберт Монтгомери представляет», который выходил на канале NBC с 1950 по 1957 год. В общей сложности она снялась в 28 эпизодах этого сериала. Иногда она появлялась в составе его труппы артистов Летнего фондового театра. В октябре 1953 года Монтгомери дебютировала на Бродвее, сыграв главную роль в спектакле «Поздняя любовь», за который она получила премию «Театральный мир». Затем она дебютировала в кино, снявшись в фильме Отто Премингера «Трибунал Билли Митчелла» (1955). В 1956 году Монтгомери вернулась на Бродвей, появившись в спектакле «Громкий красный Патрик».
Ранняя карьера Монтгомери состояла из главных ролей и появлений в телевизионных драмах и сериалах, таких как «Студия один», «Телевизионный театр Крафта», «Джонни Стаккато», «Правосудие Берка», «Сумеречная зона», «Одиннадцатый час», «Обоз», «Триллер» и «Альфред Хичкок представляет». Монтгомери была номинирована на премию «Эмми» за исполнение роли проститутки Расти Хеллер в эпизоде 1960 года сериала «Неприкасаемые», играя вместе с Дэвидом Уайтом, который позже сыграл Ларри Тейта в сериале «Моя жена меня приворожила». Она сыграла роль Роуз Корнелиус в эпизоде «Инцидент в Эль-Крусеро» сериала «Сыромятная плеть» (1963).
Монтгомери снялась в роли светской львицы, которая влюбляется в гангстера, роль которого исполнил Генри Сильва, в фильме «Джонни Кул» (1963), режиссёра Уильяма Эшера, и в кинокомедии Дэниэла Манна «Кто спал на моей кровати?» (1963), с Дином Мартином и Кэрол Бернетт. После её появления в сериале «Альфред Хичкок представляет» Альфред Хичкок предложил ей исполнить роль Лил Мейнуоринг в фильме «Марни» (1964), но Монтгомери была уже занята в другом проекте, и эта роль досталась Дайан Бэйкер.

### «Моя жена меня приворожила»
В комедии ABC «Моя жена меня приворожила» Монтгомери сыграла главную роль очаровательной ведьмы Саманты Стивенс, а Дик Йорк (а позже Дик Сарджент) — её мужа Даррина Стивенса. Начиная со второго сезона сериала, она также играла роль озорной кузины Саманты, Серены, под псевдонимом Пандора Спокс. Роль матери Саманты — Эндоры исполнила Агнес Мурхед, а её отца сыграл Морис Эванс. Изначально Монтгомери хотела, чтобы роль отца сыграл её родной отец, но он отказался.
«Моя жена меня приворожила» имел очень высокий рейтинг (в то время это был самый популярный сериал за всю историю телеканала). Сериал выходил в эфир в течение восьми сезонов с 1964 по 1972 год. Монтгомери получила пять номинаций на премию «Эмми» и четыре номинации на премию «Золотой глобус» за эту роль в сериале. Несмотря на низкие рейтинги в конце восьмого сезона, сериал всё равно хотели продлить на девятый сезон. Однако у Монтгомери возникли трудности в браке с режиссёром сериала Уильямом Эшером, и к концу восьмого сезона пара рассталась. Это вызвало серьёзные разногласия в их профессиональных отношениях и положило конец любой возможности ещё одного сезона.
В качестве компенсации ABC, Монтгомери и Эшер (под именем компании Ashmont Productions, которая выпускала 8 сезон «Моя жена меня приворожила») предложили телеканалу получасовой ситком «Шоу Пола Линде» на сезон 1972—1973 годов. В 1973 году этот сериал закрылся. В 1965 году Монтгомери снялась в эпизодической роли (пародии Саманты Стивенс) в фильме «Как справиться с диким бикини». Режиссёром фильма был Эшер, с которым Монтгомери уже состояла в браке. В том же году она также озвучила Саманту в одном из эпизодов мультсериала «Флинстоуны».

### Последние годы (1973—1995)
В Соединённых Штатах Монтгомери большую часть своей дальнейшей карьеры играла драматические роли, которые максимально отдаляли её от добродушной Саманты. Среди её последующих ролей, принёсшие ей номинации на премию «Эмми»: жертва изнасилования в фильме «Дело об изнасиловании» (1974) и обвиняемая за убийство Лиззи Борден в фильме Пола Уэндкоса «Легенда о Лиззи Борден» (1975). Генеалог Ронда МакКлюр после смерти актрисы обнаружила, что Монтгомери и Борден были дальними родственниками.
В 1977 году Монтгомери сыграла роль детектива полиции в фильме «Убийственный роман», которая завела роман со своим женатым партнёром, роль которого исполнил О. Джей Симпсон. Позже Монтгомери сыграла женщину-первопроходца, столкнувшуюся с трудностями в 1820-х годах в Огайо, в мини-сериале «Земля пробуждения» (1978), за который она получила свою девятую номинацию на «Эмми». В 1979 году Монтгомери появилась в двух совершенно разных телефильмах: «Акт насилия» и «Дженнифер: история женщины». Монтгомери неоднократно появлялась в американском телевизионном игровом шоу «Пароль». Давний ведущий шоу Аллен Ладден назвал её «королевой пароля».
В 1985 году в телевизионном фильме «Эймос» она сыграла роль злобной медсестры, которая издевается над своими подопечными в доме для престарелых. С ней также снимались Кирк Дуглас и Дороти Макгуайр. В период с 1980 по 1983 годы Монтгомери снималась в серии японских телевизионных рекламных роликов для шоколадного бисквита и печенья «Мама» кондитерского конгломерата Lotte.
В последний раз Монтгомери вернулась на Бродвей в 1989 году, сыграв в постановке «Любовные письма» вместе с Робертом Фоксуортом. В 1995 году Монтгомери озвучивала эпизод «Проба сил» мультсериала «Бэтмен»; это была её последняя работа на телевидении, эпизод вышел в эфир посмертно. Её последним фильмом стал детектив «Последний срок для убийства», который вышел в эфир 9 мая 1995 года, всего за девять дней до смерти Монтгомери.

## Личная жизнь
Актриса четырежды выходила замуж и была матерью троих детей. 27 марта 1954 года Монтгомери вышла замуж за Фредерика Голлатина, но брак был не крепким и пара развелась менее чем через год. С 1956 по 1963 год она была замужем за лауреатом премии «Оскар» актёром Гигом Янгом, а с 1963 по 1973 год — за режиссёром-продюсером Уильямом Эшером. В браке с Уильямом Эшером у них родилось трое детей: Уильям А. Эшер (р. 1964), Роберт Эшер (р. 1965) и Ребекка Эшер (р. 1969). Две последние беременности были включены в сериал «Моя жена меня приворожила» как беременности Саманты дочерью Табитой и сыном Адамом Стивенсом. На восьмом сезоне сериала Монтгомери влюбилась в режиссёра Ричарда Майклса. Их роман привёл к разрыву обоих их браков, а также к завершению сериала. Они съехались после окончания съёмок в 1972 году; их отношения продлились два с половиной года. 28 января 1993 года она вышла замуж за актёра Роберта Фоксуорта, с которым до этого прожила почти 20 лет. Они оставались женатыми до её смерти в 1995 году.
По словам автора Херби Джеймс Пилато, у Монтгомери был роман с Александром Годуновым, когда она была с Фоксуортом, но ещё не была замужем за ним. По чистому совпадению, тело Годунова было обнаружено в тот же день, когда умерла Монтгомери.
На протяжении всего сериала «Моя жена меня приворожила» в нём неоднократно упоминался город Паттерсон, штат Нью-Йорк. В этом городке округа Патнам находилась усадьба Монтгомери, и именно здесь Элизабет провела свои детские годы. В более зрелые годы её мать жила в семейном фермерском доме на Кушман Роуд.

### Политическая деятельность
Монтгомери была лично предана либеральным политическим идеям и использовала своё имя, а также большое количество своего времени, денег и энергии для самых разных благотворительных и политических акций. Она была открытой защитницей прав женщин, активисткой борьбы со СПИДом и прав ЛГБТ сообществ. Она была ярым критиком войны во Вьетнаме, а в более поздние годы активно выступала за исследования в области СПИДа и за работу с инвалидами. В профессиональном плане она использовала свой голос в качестве рассказчика в двух политических документальных фильмах, критикующих внешнюю политику США: «Прикрытие» (1988), основанный на событиях «Иран — контрас», и «Обман в Панаме» (1992), критикующий действия американских вооруженных сил во время вторжения в Панаму, который был удостоен премии «Оскар». В июне 1992 года Монтгомери и её бывший коллега по сериалу «Моя жена меня приворожила» Дик Сарджент, которые оставались хорошими друзьями, выступали за равноправие сексуальных меньшинств — они возглавляли гей парад в Лос-Анджелесе.

### Благотворительная деятельность
В последний год своей жизни Монтгомери была волонтёром лос-анджелесского подразделения Learning Ally, некоммерческой организации, которая записывает учебные книги на компакт-диски специального формата для людей с ограниченными возможностями. В 1994 году Монтгомери подготовила несколько радио и телевизионных рекламных роликов для лос-анджелесского подразделения организации. В январе 1995 года она записала для Learning Ally издание 1952 года поэтического бестселлера «Когда мы были совсем маленькими» А. А. Милна.
В 1995 году после её смерти организация Learning Ally выпустила альбом посвящённый Монтгомери «Куриный бульон для души», куда привлекла 21 знаменитость для помощи в чтении книг.

## Болезнь и смерть
В течение многих лет Монтгомери боролась с раком толстой кишки, который, как она считала, ей удалось победить; однако в начале 1995 года ей сообщили, что рак снова вернулся. Она не обращала внимания на симптомы похожие на грипп во время съёмок фильма «Последний срок для убийства», съёмки которого закончились в конце марта 1995 года. К тому времени, когда рак был диагностирован, он распространился на её печень, и было уже слишком поздно для медицинского вмешательства. Не надеясь на выздоровление и не желая умирать в больнице, она решила вернуться в дом в Беверли-Хиллз, в котором жила с Фоксуортом. Рано утром 18 мая 1995 года Монтгомери умерла у себя дома, через восемь недель после постановки диагноза. Ей было 62 года.
18 июня 1995 года в Беверли-Хиллз в театре Канон состоялась поминальная служба. Херби Хэнкок исполнил музыку, а Доминик Данн рассказал об их дружбе и первых днях знакомства в Нью-Йорке. Среди других выступавших был её вдовец Роберт Фоксуорт, который зачитывал открытки с соболезнованиями от поклонников, её медсестры, брата, дочери и пасынка. Она была кремирована, а её прах захоронен на Вествудском кладбище.
Монтгомери содержала дом своих родителей в Паттерсоне, округ Патнам, штат Нью-Йорк. После её смерти в 1995 году поместье площадью 20 акров (8,1 га), которое впоследствии стало Государственным парком Уандер-Лейк, было продано Джону и Джилл Карел.

## Оценка творчества
После съёмок фильма «Легенда о Лиззи Борден» жена Пола Уэндкоса Лин Болен говорила: «Мой муж работал со многими интересными актрисами, и Элизабет определённо была одной из его любимиц. Она была магнетической личностью, на которую было приятно смотреть». В частности, о роли Лиззи Борден Болен сказала, что Элизабет «передала характер героини так, как, я думаю, не смог бы никто другой. Она стала тем человеком, которого играла. Сколько актрис на телевидении когда-либо делали это? Немногие. Она отдалась этому убийственному духу и не останавливалась до самого конца». Бонни Бартлетт отзывалась о Монтгомери как об экстраординарной актрисе, «она была главной телезвездой и могла делать практически всё. Она очень серьёзно относилась к своей работе и была необычайно профессиональна. Каждая маленькая деталь была важна для неё». Однако, её родной отец, Роберт Монтгомери, не был в восторге как Элизабет изобразила Борден, считая, что сюжетная линия слишком близко подходит к ним. Борден презирала своего отца и мачеху и жестоко убила их, а к моменту выхода фильма в эфир Элизабет все ещё не простила Роберта за развод с её матерью, актрисой Элизабет Аллен, ради мачехи Элизабет «Баффи» Харкнесс. Узнав, что его дочь согласилась и затем с удовольствием сыграла эту историческую роль, Роберт бросил ей язвительное: «О, ты бы так же сделала!».
В обзоре на сайте Geek vibes nation телевизионного фильма «Жертва» (1972), в котором Монтгомери также исполнила главную роль, говорится: «Её присутствие на экране завораживает, что позволяет даже самые заурядные моменты сделать немного более увлекательными. Хотя забыть такого персонажа, как Саманта, сложно, она достаточно легко меняет амплуа в роли Кейт, чтобы сделать персонаж правдоподобным».
Turner Classic Movies оценили Монтгомери, написав: «Сочетание её прекрасной драматической работы и комедийных способностей, которые она так ярко проявляла на протяжении длительного периода легендарного сериала „Моя жена меня приворожила“, послужило убедительным доказательством разнообразия и привлекательности Монтгомери как актрисы».

## Влияние и память
19 апреля 1998 года её семья провела аукцион и распродажу одежды Монтгомери в пользу Фонда здравоохранения по борьбе со СПИДом в Лос-Анджелесе. Эрин Мерфи, сыгравшая Табиту в сериале «Моя жена меня приворожила», выбирала одежду из гардероба, которая была выставлена на аукцион.
Государственный парк Уандер-Лейк в Нью-Йорке был расширен и полностью открыт для публики; по состоянию на 2015 год он содержит более восьми миль пешеходных троп, более чем на 1000 акрах земли.
В июне 2005 года в Салеме, штат Массачусетс, была установлена бронзовая статуя Монтгомери в образе Саманты Стивенс.
4 января 2008 года Монтгомери была удостоена Звезды на Голливудской «Аллее Славы» за свой вклад на телевидении.
Второй эпизод сериала «Ванда/Вижн» (2021) отсылает к ситкому «Моя жена меня приворожила», где в самом начале воспроизводят аналогичную анимационную заставку. В сюжете эпизода Ванда, как и Саманта, старается скрыть свои силы от окружающих смертных, когда пытается усмирить проглотившего жвачку Вижена, который ведёт себя как пьяный. Как и во многих эпизодах «Моя жена меня приворожила», второй эпизод «Ванда/Вижн» завершается коротким обменом репликами между супругами и крупным планом поцелуя.

## Фильмография
| Год       |     | Русское название                   | Оригинальное название                                | Роль                            |
| --------- | --- | ---------------------------------- | ---------------------------------------------------- | ------------------------------- |
| 1954—1957 | с   | Телевизионный театр Крафта         | Kraft's television theatre                           | Энн Эванс                       |
| 1955      | ф   | Трибунал Билли Митчела             | The Court-Martial of Billy Mitchell                  | Маргарет Лансдоун               |
| 1955      | тф  | Альфред Хичкок представляет: Выкуп | Alfred Hitchcock represents the Repayment            | Карен                           |
| 1958      | тф  | Горькое наследие                   | Bitter heritage                                      | Мери Брекер                     |
| 1963      | ф   | Джонни Кул                         | Johnny Cool                                          | Дариен Гиннесс                  |
| 1965      | мс  | Флинтстоуны                        | The Flintstones                                      | Озвучка (1 эпизод)              |
| 1963—1964 | с   | Закон Берк                         | Burke's Law                                          | Стэки Эванс, Смитти (2 эпизода) |
| 1964—1972 | с   | Моя жена меня приворожила          | Bewitched                                            | Саманта Стивенс                 |
| 1965      | ф   | Как наполнить дикое бикини         | How to Stuff a Wild Bikini                           | Дочь Бваны, Ведьма Ведьм        |
| 1975      | тф  | Легенда Лиззи Борден               | Legend of Lizzi Borden                               | Лиззи Борден                    |
| 1977      | тф  | Смертельное дело                   | A Killing Affair                                     | Вики Этон                       |
| 1979      | тф  | Дженнифер: женская история         | Jennifer: A Woman's Story                            | Дженнифер Принс                 |
| 1981      | тф  | Цирк приехал                       | When the Circus Came to Town                         | Мэри Флинн                      |
| 1983      | тф  | Без вести пропавшие                | Missing Pieces                                       | Сара Скот                       |
| 1985      | тф  | Эймос                              | Amos                                                 | Daisy Daws                      |
| 1988      | док | Прикрытие                          | Coverup: Behind the Iran Contra Affair               | Рассказчица                     |
| 1991      | тф  | Грехи матери                       | Sins of the Mother                                   | Рут Ко                          |
| 1992      | док | Обман в Панаме                     | The Panama Deception                                 | Рассказчица                     |
| 1995      | мс  | Бэтмен                             | Batman: The Animated Series                          | Барменша (эпизод)               |
| 1995      | ф   | Последний срок для убийства        | Deadline for Murder: From the Files of Edna Buchanan | Эдна Бьюкенен                   |

## Номинации
Монтгомери получила 5 номинаций «Эмми» за роль ведьмы в сериале «Моя жена меня приворожила» (всего за карьеру было 9 номинаций), но так и не получила ни одной награды.
- Премия «Золотой Глобус» за роль в сериале «Моя жена меня приворожила» в номинации «Лучшая актриса на телевидении 1965, 1967 1969 годов»
- Премия «Золотой Глобус» за роль в сериале «Моя жена меня приворожила» в номинации «Лучшая женская роль на телевидении 1971 года»
- Премия Эмми за роль Лиззи Борден в фильме «Легенды Лиззи Борден» в номинации «Выдающаяся актриса жанра драма и комедия 1975 года».
- Премия Эмми за роль в телесериале «Моя жена меня приворожила» в номинации «Премия «Эмми» за лучшую женскую роль в комедийном телесериале 1966, 1967, 1968, 1969 годов, 1970 годов»

| Год  | Премия           | Результат    | Категория                                                     | Фильм или сериал          |
| ---- | ---------------- | ------------ | ------------------------------------------------------------- | ------------------------- |
| 1961 | «Эмми»           | Номинирована | Выдающаяся актриса в главной роли                             | Неприкасаемый             |
| 1966 | «Эмми»           | Номинирована | Премия «Эмми» за лучшую женскую роль в комедийном телесериале | Моя жена меня приворожила |
| 1967 | «Эмми»           | Номинирована | Лучшая женская роль в комедийном телесериале                  | Моя жена меня приворожила |
| 1968 | «Эмми»           | Номинирована | Лучшая женская роль в комедийном телесериале                  | Моя жена меня приворожила |
| 1969 | «Эмми»           | Номинирована | Лучшая женская роль в комедийном телесериале                  | Моя жена меня приворожила |
| 1970 | «Эмми»           | Номинирована | Лучшая женская роль в комедийном телесериале                  | Моя жена меня приворожила |
| 1974 | «Эмми»           | Номинирована | Лучшая актриса — драмы                                        | Дело с изнасилованием     |
| 1975 | «Эмми»           | Номинирована | Лучшая актриса в специальной программе — драма или комедия    | Легенда о Лиззи Борден    |
| 1978 | «Эмми»           | Номинирована | Лучшая актриса в ограниченной серии                           | Пробуждение земли         |
| 1965 | «Золотой глобус» | Номинирована | Лучшая телевизионная звезда (Женщина)                         | Моя жена меня приворожила |
| 1967 | «Золотой глобус» | Номинирована | Лучшая телевизионная звезда (Женщина)                         | Моя жена меня приворожила |
| 1969 | «Золотой глобус» | Номинирована | Лучшая телевизионная звезда (Женщина)                         | Моя жена меня приворожила |